# São Paulo (avião)
São Paulo foi um avião monomotor, monoposto, construído no Brasil e o primeiro a voar na América Latina.

## Projeto e desenvolvimento

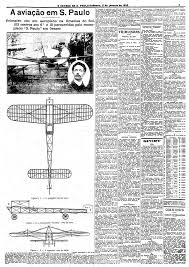
Reprodução da primeira página do jornal O Estado de São Paulo sobre o primeiro voo da América Latina

Foi o primeiro avião com um projeto totalmente nacional fabricado no Brasil. Dimitri Sensaud de Lavaud, seu projetista, começou a trabalhar nele em 1908, e o motor foi lançado e usinado em São Paulo. A estrutura da aeronave era feita de sarrafo de pinho e peroba, e a fuselagem foi recoberta com cretone. A hélice foi feita pelo carpinteiro Antônio Damasso, utilizando madeira de jequitibá. Seu comprimento era de 10,20m e sua hélice tinha 2 lâminas de 2,10m de diâmetro.

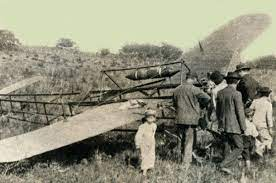
Civis e jornalistas presentes no evento

Voou pela primeira vez em 7 de Janeiro de 1910, em Osasco. O evento foi seguido por dezenas de pessoas, documentadas pelo Estadão. Voou por 6 segundos a uma distância de 103 metros, a uma altura de 3 ou 4 metros.